# Согло, Эмран
Эмран Согло (англ. Emran Soglo; родился 11 июля 2005, Кретей, Франция) — английский футболист, левый защитник австрийского клуба «Штурм».

## Клубная карьера
Воспитанник французских команд «Жоинвиль», «Лузитанс Сен-Мор» и английских академий «Челси» и «Вест Хэм Юнайтед», в феврале 2022 года Согло подписал свой первый профессиональный контракт с клубом «Олимпик Марсель». 18 августа 2023 года дебютировал за «Олимпик Марсель» в матче Лиги 1 против «Меца» и забил гол.

## Карьера в сборной
Выступал за сборную Англии до 20 лет.